# Mescalero-chiricahua
El mescalero-chiricahua pertany a la branca sud-oriental de les llengües atapascanes meridionals parlades per les tribus apatxe mescalero i chiricahua a Oklahoma i Nou Mèxic. Es troba relacionat amb el navaho i l'apatxe occidental. El mescalero-chiricahua ha estat descrit amb força detall per l'antropòleg lingüista Harry Hoijer (1904–1976), especialment en Hoijer & Opler (1938) i Hoijer (1946). L'obra de Hoijer & Opler Chiricahua and Mescalero Apache Texts, inclòs un esquema de la gramàtica i històries religioses tradicionals i seculars, la Universitat de Virgínia l'ha convertit en un "llibre" disponible online.
Virginia Klinekole, primera presidenta de la Tribu Apatxe Mescalero, fou coneguda pels seus esforços per preservar la llengua.

## Fonologia

### Consonants
Les 31 consonants del mescalero-chiricahua:
|           |                | Bilabial | Alveolar | Alveolar | Post-alveolar | Palatal | Velar | Glotal |
| central   | lateral        | Bilabial |          |          | Post-alveolar | Palatal | Velar | Glotal |
| Oclusiva  | no aspirada    | p        | t        |          |               |         | k     |        |
| Oclusiva  | aspirada       |          | tʰ       |          |               |         | kʰ    |        |
| Oclusiva  | ejectiva       |          | tʼ       |          |               |         | kʼ    | ʔ      |
| Africada  | no aspirada    |          | ts       | tɮ       | tʃ            |         |       |        |
| Africada  | aspirada       |          | tsʰ      | tɬʰ      | tʃʰ           |         |       |        |
| Africada  | ejectiva       |          | tsʼ      | tɬʼ      | tʃʼ           |         |       |        |
| Nasal     | simple         | m        | n        |          |               |         |       |        |
| Nasal     | prenasalitzada | (mᵇ)     | nᵈ       |          |               |         |       |        |
| Fricativa | sin voz        |          | s        | ɬ        | ʃ             |         | x     | h      |
| Fricativa | sonora         |          | z        | ɮ        | ʒ             | ʝ       | ɣ     |        |

### Vocals
Les 16 vocals del mescalero-chiricahua:
|         |        | Frontal | Frontal | Central | Central | Posterior | Posterior |
| ------- | ------ | ------- | ------- | ------- | ------- | --------- | --------- |
| curta   | llarga | curta   | llarga  | curta   | llarga  |           |           |
| Alta    | oral   | i       | iː      |         |         |           |           |
| Alta    | nasal  | ĩ       | ĩː      |         |         |           |           |
| Mitjana | oral   | ɛ       | ɛː      |         |         | o         | oː        |
| Mitjana | nasal  | ɛ̃       | ɛ̃ː      |         |         | õ         | õː        |
| Baixa   | oral   |         |         | a       | aː      |           |           |
| Baixa   | nasal  |         |         | ã       | ãː      |           |           |

El mescalero-chiricahua posseeix vocals fonèmiques orals, nasals, curtes, i llargues.